# 강기훈 (축구 선수)
강기훈(1995년 4월 1일~)은 대한민국의 축구 선수로, 포지션은 공격수이다. 

## 참고 자료
- ‘결승골’ 강기훈, “포철공고, 내년에 3연패 달성할 것” - 인터풋볼